# Benedetto Faelli
Benedetto Faelli (Bombiana, 1460 – Bologna, 1523) è stato un tipografo e editore italiano, oltre che libraio.

## Biografia
Faelli risultò fra i più importanti tipografi, editori e librai bolognesi contemporanei.
Faelli si trasferì a Bologna prima del 1480, dove sposò Giulia Caronti dalla quale non ebbe figli.
Risposatosi dopo la morte prematura della moglie con Lodovica Galluzzi, anche da lei non ebbe figli.
Suoi eredi furono quindi i nipoti Giovanni Battista, Benedetto e Riccardo, ai quali lasciò l'azienda, gli impianti, i crediti, con la raccomandazione di non vendere o separare il patrimonio.
Quando Faelli arrivò a Bologna, trovò una città, che era un grande centro di cultura, dove i librai prosperavano, e così anche Faelli ben presto aprì una sua libreria, che diventò rapidamente una casa editrice e una stamperia.
Come prima stampa realizzò le Elegiae di Sesto Properzio, con il commento di Filippo Beroaldo senior (1487).
La sua attività andò espandendosi col passare del tempo e le sue stampe si caratterizzarono per le forme armoniose ed eleganti e sempre affidava a illustri dotti umanisti la correzione dei testi, sia classici sia contemporanei, di giuristi, di filosofi, di medici.
Tra gli autori delle sue stampe si possono menzionare Battista Spagnoli, Ippolito Marsilli, Pietro Pomponazzi, Alessandro Achillini, Gentile da Foligno, Angelo Bolognini. Successivamente, dal 1520, pensò di aggiungere le illustrazioni ai suoi libri.
Importante e prestigiosa fu la collaborazione di Filippo Beroaldo con Faelli per quanto riguarda la serie di classici greci tradotti in latino.
L'ultimo libro da lui edito fu l'opera del celebre medico Berengario da Carpi: Isagogae ... in anatomiam humani corporis (1522 e 1523), illustrata con grandi tavole incise su legno.